# Audience royale de Quito
1563–1822
Entités précédentes :
- Vice-royauté du Pérou

Entités suivantes :
- Grande Colombie

L'Audience royale de Quito (espagnol : Real Audiencia de Quito), parfois appelée Presidencia de Quito ou Reino de Quito, est une ancienne division administrative de l'Empire espagnol ayant juridiction politique, militaire et religieuse sur un territoire correspondant à l'actuel Équateur, une partie du nord du Pérou, une partie du sud de la Colombie et une partie au nord-ouest du Brésil. 
Elle fut créée par la real cédula du 29 août 1563 de Philippe II d'Espagne dans la ville de Guadalajara (Loi X du Titre XV du Livre II de la Recopilación de Leyes de Indias). 
L'audience relève de la vice-royauté du Pérou avant d'être rattachée de 1717 à 1723 à la vice-royauté de Nouvelle-Grenade, puis définitivement lors de la recréation de celle-ci à partir de 1739.
Elle disparaît en 1822 lorsque le territoire libéré rejoint la république de (Grande) Colombie, établie l'année précédente.